# Col de la Croix de Millet
Le col de la Croix de Millet est un col routier situé à la lisière est du massif du Tanargue, dans le département de l'Ardèche et la région Auvergne-Rhône-Alpes, à 773 mètres d'altitude.

## Toponymie
Le nom du col en occitan est còl de la Crotz de Milhet.

## Situation

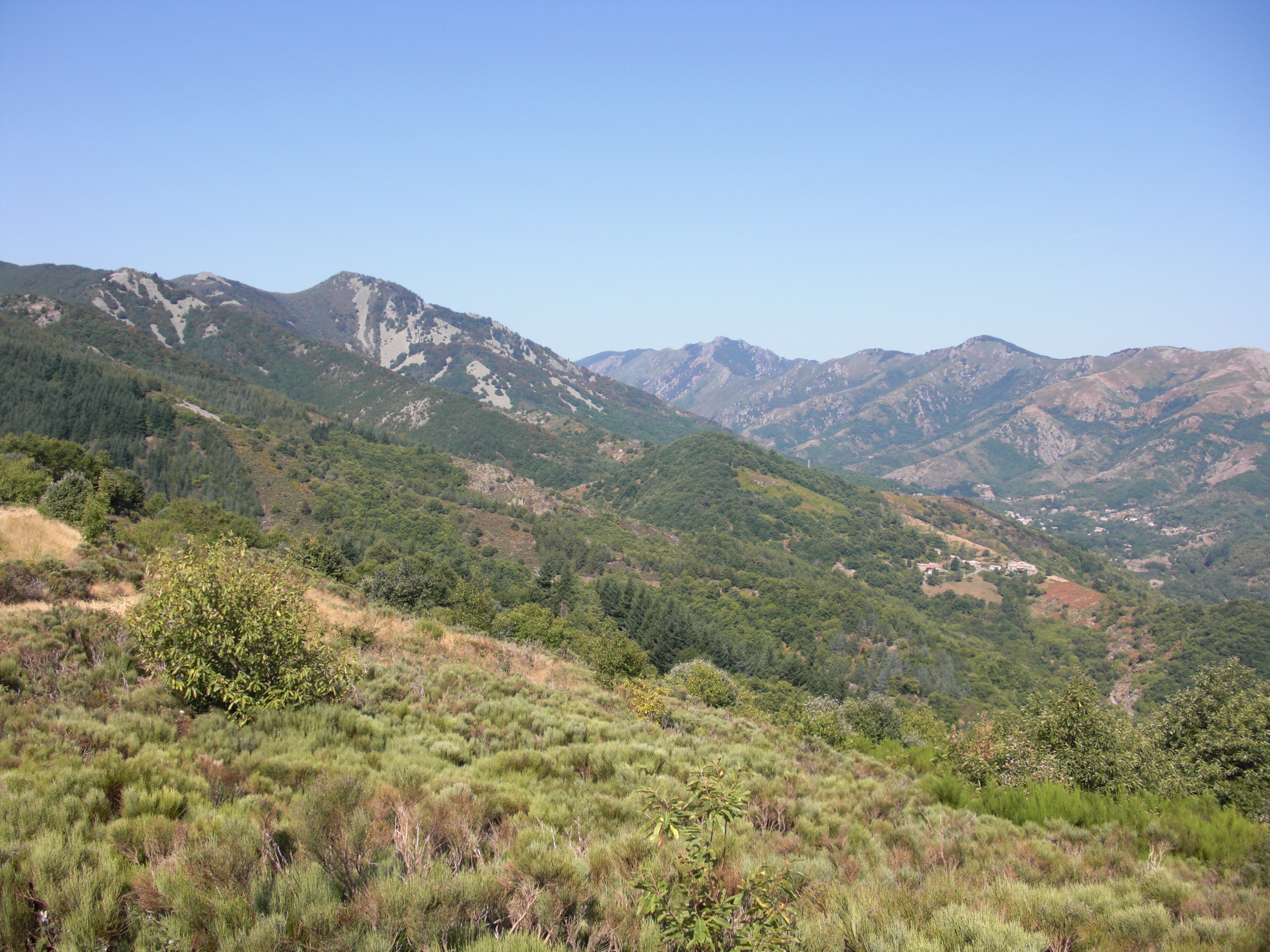
Vue sur la vallée du Lignon depuis le col

Le col de la Croix de Millet est situé à la frontière des communes de Prunet et Jaujac. Il est compris dans le parc naturel régional des Monts d'Ardèche et fait communiquer les vallées du Lignon et de la Ligne.

## Accès routier
Le col est seulement accessible par la route départementale 5. Depuis le col, une petite route permet de rejoindre les landes du Tanargue.